# Carmine Gallone
Carmine Gallone (Taggia, 18 de setembre de 1886 – Frascati, 4 d'abril de 1973) va ser un director de cinema italià, conegut fonamentalment per les seves pel·lícules històriques, en les que l'exaltació de la romanitat va servir també de propaganda al règim feixista.

## Vida
Va començar a treballar al món del cinema en la primera dècada del segle xx, dirigint des de llavors fins als anys 1960 un centenar de pel·lícules.
A causa del seu gust per les reconstruccions històriques, va ser comparat a Cecil B. De Mille i són recordades algunes de les seves pel·lícules, com Gli ultimi giorni di Pompei (1926) i Scipione l'Africano (1937), que van servir perquè el règim de Mussolini exaltés els seus afanys imperials, mitjançant la reivindicació de la grandesa de l'Antiga Roma. És considerat com un dels creadors del peplum.
Però Gallone també va dirigir moltes pel·lícules inspirades en el món de la òpera, com Casta Diva (1935, amb un remake en 1954) i Puccini (1952).

## Curiositats
Sobre la pel·lícula Scipione l'Africano (1937), va declarar: «Si la pel·lícula no li agrada al Duce em pego un tret». De fet la pel·lícula no va entusiasmar Mussolini, però va ser premiada a la 5a Mostra Internacional de Cinema de Venècia i va ser un gran èxit.

## Filmografia parcial
- La donna nuda (1914)
- La marcia nuziale (1915)
- Sempre nel cor la Patria!... (1915)
- Senza colpa! (1915)
- L'uomo sognato (1915)
- La beffa atroce (1915)
- Capriccio mortale (1915)
- Fior di male (1915)
- Sotto le tombe (1915)
- Avatar (1916)
- La falena (1916)
- Malombra (1917)
- La storia di un peccato (1918)
- Redenzione (1919)
- Marcella (1922)
- Il corsaro (1924)
- Gli ultimi giorni di Pompei (1926)
- Terra senza donne (1929)
- La Ville des mille joies (1928)
- Die singende Stadt (1930)
- Un soir de rafle (1931)
- La città canora (City of Song) (1931)
- Un Soir de rafle (1931)
- Un fils d'Amérique (1932)
- King of the Ritz, codirigida amb Herbert Smith (1933)
- E lucean le stelle (1935)
- Casta Diva (1935)
- The Divine Spark (1935)
- Wenn die Musik nicht wär(1935)
- Al sole (1936)
- Scipione l'Africano (1937)
- Un dramma al circo (Manege) (1937)
- Giuseppe Verdi (1938)
- Solo per te (1938)
- Marionette (1939)
- Das Abenteuer geht weiter (1939)
- Il sogno di Butterfly (1939)
- Melodie eterne (1940)
- Manon Lescaut (1940)
- Amami Alfredo (1940)
- Oltre l'amore (1940)
- L'amante segreta (1941)
- Primo amore (1941)
- Le due orfanelle (1942)
- Odessa in fiamme (1942)
- La regina di Navarra (1942)
- Tristi amori (1943)
- Harlem (1943)
- Il canto della vita (1945)
- Biraghin (1945)
- Avanti a lui tremava tutta Roma (1946)
- Rigoletto (1946)
- Addio Mimì! (1947)
- La signora delle camelie (1947)
- La leggenda di Faust (1949)
- Il trovatore (1949)
- La forza del destino (1950)
- Taxi di notte (1950)
- Messalina (1951)
- Senza veli (1952) codirigida amb Arthur Maria Rabenalt
- Puccini (1953)
- Cavalleria rusticana (1953)
- Madama Butterfly (1954)
- Casa Ricordi (1954)
- Casta Diva (1954)
- La figlia di Mata Hari, codirigida amb Renzo Merusi (1954)
- Don Camillo e l'onorevole Peppone (1955)
- Michele Strogoff (1956)
- Tosca (1956)
- Polikuska (1958)
- Cartagine in fiamme (1959)
- Don Camillo monsignore... ma non troppo (1961)
- Carmen di Trastevere (1962)
- La monja de Monza (1962)

## Premis
- 1935: "Casta Diva" 3a Mostra Internacional de Cinema de Venècia - Lleó d'Or Copa Mussolini a la millor pel·lícula italiana.[5][6]
- 1936: "Al Sole" medalla de senyalització especial
- 1937: "Scipione l'Africano" 5a Mostra Internacional de Cinema de Venècia - Lleó d'Or Copa Mussolini a la millor pel·lícula italiana[7]